# Империй (сериал)
«Империй» (англ. Imperium) — сериал из 5 фильмов-эпизодов о Древнем Риме. Это британо-итальянский проект. Согласно замыслам создателей, проект Imperium стремится реконструировать мир Имперского Рима, оставаясь верным исторической реальности и уделяя внимание вкусам современной аудитории. Инициаторами и создателями проекта являются компании RAI (включая дочернюю компанию Rai Fiction) и Lux Vide. Также в создании фильмов принимали активное участие компании Telecinco, EOS Entertainment и другие.

## Сюжет
Сериал охватывает 5 веков истории Имперского Рима, начиная с времён правления 1-го императора Августа и заканчивая падением Римской Империи

### Список фильмов-эпизодов
В серии Imperium на данный момент выпущено 5 фильмов-эпизодов:
- Римская империя: Август (2003) — I век до н. э., I век
- Римская империя: Нерон (2004) — I век
- Римская империя: Святой Пётр (2005) — I век
- Римская империя: Помпеи (2007) — I век
- Римская империя: Святой Августин (2010) — V век

Также в планах были ещё два фильма-эпизода об императорах Марке Аврелии и Константине.

## Создание

### Empire Studios
Идея создания проекта появилась в 2000 году. Этторе, Матильда и Лука Бернабеи (представители компаний Lux Vide и Rai Fiction), ещё будучи занятыми съёмками «Святого Павла», приняли решение возродить Империю. Они создали проект с таким же названием и специально для него решили построить студию, которую назвали «Empire Studios». После долгих исследований в Италии и Испании была выбрана площадка для студии в Тунисе — место в окрестностях Хаммамет, в нескольких километрах от развалин Карфагена. Там, в Латраче, была куплена территория в 10 гектар. Преобразование сельскохозяйственной территории в культурную зону было одобрено Президентом Туниса.
Территория студии делится на 2 части: территория съёмок и логистическая территория. В свою очередь первую делят на «Форум» и «Субурра». На «Форуме» были построены базилика Эмилия, базилика Юлия, Дворец Сената, храмы Юлия Цезаря, Кастора и Весты, триумфальные арки, трибуны, таверна, дворец Мецената. Здания были разработаны художником-постановщиком Кармело Агате. Они занимают около 52000 кубических метров(более 60000 по другому источнику) и имеют высоту до 15 метров. «Субурра» представляет собой бедные кварталы, магазины и переулки. Реконструкция Древнего Рима заняла территорию в 3,3 га. Также есть 3 крытые студии, которые занимают соответственно 1000 м2, 1000 м2 и 450 м2.
Интерьеры вилл и дворцов украшали Тит Воссберг, Нелло Джорджетти, и Элио Лучано. Для создания предметов из стекла были наняты сирийские ремесленники. Некоторые ценные ткани были предоставлены торговцем антиквариата из Египта. Группой Павла Скалабрино создано более 10000 костюмов для массовых сцен (5000 по другому источнику). Украшения мебели, диванов, столов и шкафов сделаны по подобию мебели, найденной на римском корабле, затонувшем возле Карфагена. Бронзовая и кожаная отделка изготовлена вручную мастерами-тунисцами. Строительство декораций потребовало 2 года лихорадочной работы и огромных инвестиций со стороны Rai, Lux Vide и франко-тунисского сопродюсера Тарака Бен Хаммара, ныне партнёра Lux Vide.
Логистическая территория занимает 5000 квадратных метров. Там находятся лаборатории столярного дела, скульптуры, живописи и пошивочная мастерская, а также примерочные для актёров и офисы для различных производственных подразделений.